# These Old Broads
These Old Broads (bra: As Damas de Hollywood) é um telefilme estadunidense de 2001 dirigido por Matthew Diamond, e escrito por Carrie Fisher. Foi estrelado por sua mãe Debbie Reynolds, ao lado de Shirley MacLaine, Joan Collins e Elizabeth Taylor. O filme foi o último trabalho de Taylor  tanto na televisão como no cinema.

## Elenco
- Shirley MacLaine como Kate Westbourne
- Debbie Reynolds como Piper Grayson
- Joan Collins como Addie Holden
- Elizabeth Taylor como Beryl Mason
- Jonathan Silverman como Wesley Westbourne
- Pat Crawford Brown como Miriam Hodges (mãe de Addie)
- Nestor Carbonell como Gavin
- Peter Graves como Bill
- Gene Barry como Mr. Stern
- Pat Harrington Jr. como Tony Frank

## Recepção
No Rotten Tomatoes, o filme tem um índice de aprovação por parte do público de 44% com base em 250 comentários.